# Jang Hang-jun
Jang Hang-jun (hangul 장항준; nascut el 17 de setembre de 1969) és un director de cinema i director de televisió de Corea del Sud, i també guionista en ambdós camps. També és professor al Departament de Teatre i Cinema de la Digital Seoul Culture Arts University. Va fer el seu debut a la pel·lícula de 2002 Turn on the Lighter. Jang va dirigir pel·lícules, com ara Break Out (2002) i Spring Breeze (2003). El 2011, va recórrer a la pantalla petita, va coescriure i dirigir Sign, un drama d'investigació de crims mèdics protagonitzat per Park Shin-yang i Kim Ah-joong.

## Primers anys
Jang va néixer a Daegu l'any 1969. Durant la infància van créixer en una família privilegiada amb un conductor i tutors específics de cada assignatura. Tanmateix, Jang no va prioritzar l'estudi i, en canvi, passava la major part del temps jugant amb els amics a l'escola. Tanmateix, quan Jang va arribar al segon any de batxillerat, el negoci de construcció del seu pare va fer fallida. Com a resultat, Jang es va matricular al departament de teatre a Seül. Va ser durant aquest temps quan Jang va descobrir la passió per les arts i va reflexionar sobre la pregunta: "En què sóc bo?"

## Carrera
Després d'acabar els seus estudis, Jang va aconseguir una feina com a aprenent d'escriptor d'una emissora. Aquesta oportunitat va sorgir gràcies a una connexió amb un germà gran que coneixien. Tanmateix, després de només sis mesos, l'escriptor principal va desaparèixer inesperadament. En un gir sorprenent, es va adoptar un guió que Jang havia escrit anteriorment, que va portar a un ascens al paper de director de camp.
Mentre treballava com a escriptor al departament d'entreteniment de SBS i filmava Good Friends, Jang es va inspirar molt per la victòria del seu amic Jang Jin al Concurs literari de primavera. Això va servir de catalitzador perquè Jang fes una transició a la indústria del cinema com a escriptor. Jang va passar de ser un escriptor d'entreteniment a centrar-se en escriure guions de pel·lícules. El 1996, va aconseguir el reconeixement a la indústria del cinema amb el guió de The Adventure of Mrs. Park, que va marcar l'inici de la seva carrera en la indústria del cinema.

## Filantropia
El 4 de març de 2022, Jang va donar 30 milions de wons al Fons per a la Infància a Ucraïna, juntament amb la seva dona Kim Eun-hee, per ajudar les víctimes ucraïneses de la Invasió russa.

## Vida personal
Jang es va casar amb Kim Eun-hee l'any 1998. Tenen una filla anomenada Jang Yeon-soo.

## Filmografia

### Cinema
| Any  | Títol                      | Títol                | Acreditat com | Acreditat com | Acreditat com    | Notes                                      | Ref.   |
| Any  | Anglès                     | Coreà                | Director      | Guionista     | Editor de script | Notes                                      | Ref.   |
| ---- | -------------------------- | -------------------- | ------------- | ------------- | ---------------- | ------------------------------------------ | ------ |
| 1996 | The Adventure of Mrs. Park | 박봉곤 가출 사건     | No            | Sí            | No               |                                            |        |
| 1999 | The Great Chef             | 북경반점             | No            | Sí            | No               |                                            |        |
| 2002 | Break Out                  | 라이터를 켜라        | Sí            | No            | No               |                                            |        |
| 2003 | Spring Breeze              | 불어라 봄바람        | Sí            | Sí            | No               |                                            |        |
| 2004 | Ghost House                | 귀신이 산다          | No            | No            | Sí               |                                            |        |
| 2008 | Manner of Battle           | 전투의 매너          | Sí            | No            | No               |                                            |        |
| 2014 | A Hard Day                 | 끝까지 간다          | No            | No            | Sí               |                                            |        |
| 2017 | Forgotten                  | 기억의 밤            | Sí            | Sí            | No               |                                            |        |
| 2020 | The Night of the Undead    | 죽지않는 인간들의 밤 | No            | Sí            | No               |                                            |        |
| 2022 | Open the Door              | 오픈 더 도어         | Sí            | Sí            | No               |                                            | [ 11 ] |
| 2023 | Rebound                    | 리바운드             | Sí            | No            | Sí               |                                            |        |
| 2023 | Love Reset                 | 30일                 | No            | No            | Sí               |                                            |        |
| 2024 | The Killers                | 더 킬러스            | Sí            | Sí            | No               | Segment: "Everyone Is Waiting For The Man" |        |

### Sèries de televisió
| Any       | Títol              | Títol             | Acreditat com | Acreditat com | Acreditat com | Ref. |
| Any       | Anglès             | Coreà             | Director      | Guionista     | Creador       | Ref. |
| --------- | ------------------ | ----------------- | ------------- | ------------- | ------------- | ---- |
| 2010      | Golden House       | 위기일발 풍년빌라 | No            | Sí            | No            |      |
| 2011      | Sign               | 싸인              | Sí            | Sí            | No            |      |
| 2012-2013 | The King of Dramas | 드라마의 제왕     | No            | Sí            | No            |      |
| 2013      | Who Are You?       | 후아유            | No            | No            | Sí            |      |

### Acting credits
Film
| Year | Title                               | Title            | Role  | Ref. |
| Year | English                             | Korean           | Role  | Ref. |
| ---- | ----------------------------------- | ---------------- | ----- | ---- |
| 1996 | The Adventure of Mrs. Park          | 박봉곤 가출 사건 | Cameo |      |
| 2002 | Break Out                           | 라이터를 켜라    |       |      |
| 2003 | Spring Breeze                       | 불어라 봄바람    | cameo |      |
| 2004 | Ghost House                         | 귀신이 산다      | cameo |      |
| 2010 | Attack the Gas Station 2            |                  |       |      |
| 2010 | Loveholic                           |                  |       |      |
| 2012 | The Scent                           |                  |       |      |
| 2012 | The Suck Up Project: Mr. XXX-Kisser |                  | cameo |      |
| 2012 | Superstar                           |                  | cameo |      |
| 2014 | Venus Talk                          |                  |       |      |
| 2008 | Hellcats                            |                  |       |      |
| 2008 | Manner of Battle                    |                  |       |      |
| 2015 | Trap                                |                  | cameo |      |
| 2016 | My New Sassy Girl                   |                  | cameo |      |

Television
| Year      | Title                      | Title         | Role  | Ref.   |
| Year      | Anglès                     | Coreà         | Role  | Ref.   |
| --------- | -------------------------- | ------------- | ----- | ------ |
| 2009–2010 | High Kick Through the Roof |               | Cameo |        |
| 2011      | Sign                       | 싸인          |       |        |
| 2011      | The Greatest Love          | 최고의 사랑   |       |        |
| 2012      | I Need a Fairy             |               |       |        |
| 2012      | Phantom                    |               |       |        |
| 2012–2013 | The King of Dramas         | 드라마의 제왕 |       |        |
| 2013      | Who Are You?               | 후아유        |       |        |
| 2013      | My Love from the Star      |               |       |        |
| 2014      | Potato Star 2013QR3        |               | cameo |        |
| 2014      | Pinocchio                  | cameo         |       |        |
| 2022–2023 | Unlock My Boss             |               | cameo | [ 12 ] |

### Espectacles de varietat
| Any  | Títol                                              | Paper                  | Ref.   |
| ---- | -------------------------------------------------- | ---------------------- | ------ |
| 2007 | Access! Movie World!                               |                        |        |
| 2010 | Nightlife Variety Nightlife                        | Convidat               |        |
| 2012 | Korea's Got Talent 2                               | Jutge                  |        |
| 2019 | Song Eun-i, Kim Sook's Movie Guarantee Repartiment |                        |        |
| 2020 | The Story of the Day Biting the Tail S1            | Convidat               |        |
| 2021 | The Story of the Day Biting the Tail S2            | Convidat               | [ 13 ] |
| 2021 | Crime Trivia                                       | membre del repartiment | [ 14 ] |
| 2022 | The Dictionary of Useless Knowledge                | Convidat               | [ 15 ] |
| 2023 | Very Private Southeast Asia                        | Membre del repartiment | [ 16 ] |
| 2023 | Listen, See, It's Okay                             | Director               | [ 17 ] |

### Web shows
| Any  | Títol          | Paper    | Ref.   |
| ---- | -------------- | -------- | ------ |
| 2021 | King of Quotes | Convidat | [ 18 ] |

### Ràdio
- Jang Hang-jun, Kim Jin-soo's Mister Radio (미스터 라디오) (2018-2019)
- Bae Chul-soo's Music Camp (2022); Special DJ (August 8)[19]

## Premis i nominacions
| Any  | Premi                         | Categoria                          | Obra           | Resultat  | Ref.   |
| ---- | ----------------------------- | ---------------------------------- | -------------- | --------- | ------ |
| 2018 | 16ns KBS Entertainment Awards | Entertainment DJ of the Year Award | 미스터 라디오) | Guanyador | [ 20 ] |